# Jacques Larue
Marcel Eugène Ageron, cunoscut ca Jacques Larue, (n. 28 martie 1906, Paris, Île-de-France, Franța – d. 20 ianuarie 1961, Paris, Franța) a fost un textier francez.